# Вятърни камбанки
Вятърните камбанки са музикален перкусионен инструмент от групата на идиофоните.
Представлява набор от метални пръчици или тръби, завързани с корда в единия си край и окачени на хоризонтална стойка. През средата на стойката минава друга корда със завързано на нея метално топче. Освен от метал, вятърните камбанки могат да се направят и от стъкло, бамбук и други материали.
При подухване на вятъра пръчиците се раздвижват и се удрят в топчето, при което се чува леко ефирно звънтене.
Освен в музиката, метални вятърни камбанки са много популярни и в ежедневието – раполагат се като сигнални инструменти по прозорци, врати, в магазини и на други места.